# На пятьдесят оттенков темнее
«На пятьдеся́т отте́нков темне́е» (англ. Fifty Shades Darker) — эротический мелодраматический роман, вторая книга английской писательницы Э. Л. Джеймс из трилогии «Пятьдесят оттенков серого». Повествует о любовных взаимоотношениях юной выпускницы колледжа с молодым бизнесменом.
Роман был включён в список бестселлеров по версии Publishers Weekly за 2012 год.

## Сюжет
Через три дня после ухода Кристиана Анастейша «Ана» Стил начинает свою работу в качестве личного помощника Джека Хайда, редактора в Seattle Independent Publishing (SIP). Он часто приглашает Ану на свидание, что, хотя ей и неловко, но она отказывает ему. Позже Кристиан пишет ей по электронной почте о выставке в галерее, которую Хосе Родригес начал в Портленде, о которой она забыла. Ана и Кристиан вместе посещают шоу и целуются в переулке. В тот же вечер они ужинают в ресторане, и Кристиан говорит, что хочет ее любым возможным способом. Позже он просит, чтобы они возобновили свои отношения, но на условиях Аны: никаких правил и никаких наказаний. Она соглашается.
Кристиан рассказывает Ане, что купил Seattle Independent Publishing (SIP), но сделка должна оставаться в секрете еще месяц. Ана не довольна тем, что он вмешивается в ее карьеру, особенно после того, как он заморозил счета компании, не позволив ей отправиться в ночную деловую поездку в Нью-Йорк с Джеком. Кристиан настаивает, что его действия были направлены на ее собственную защиту, потому что Джек ― известный донжуан, который, по-видимому, домогался своих последних пяти помощниц. Опасения Кристиана оправдываются, когда Джек загоняет Ану в угол в нерабочее время и шантажирует ее, требуя сексуальных услуг. Ана сбегает, используя свои навыки самообороны, а Кристиан увольняет Джека и конфискует его рабочий компьютер.
Тем временем, на балу-маскараде в доме родителей Кристиана, Ана встречает бывшую возлюбленную Кристиана Елену Линкольн (которую Ана называет миссис Робинсон) и обнаруживает, что Елена и Кристиан вместе владеют салонным бизнесом. Позже Ану выставляют на аукцион, и Кристиан предлагает 100 000 долларов за первый танец с ней. Ана с отвращением узнает, что Кристиан продолжает дружить с Еленой, женщиной, которая соблазнила его, когда ему было всего 15 лет, и познакомила его с БДСМ-стилем жизни. Когда Елена понимает, что Кристиан видит в Ане возлюбленную, а не подчиненную, она становится враждебной по отношению к ней, пытаясь посеять раздор в зарождающихся отношениях.
Тем временем Ану преследует на работе встревоженная Лейла Уильямс, одна из бывших подчиненных Кристиана, ситуация становится еще более напряженной, когда Ана узнает, что у Лейлы есть пистолет. Одержимость Лейлы Кристианом и Аной началась после того, как она ушла от мужа четыре месяца назад, что привело к психическому расстройству. Лейла врывается в квартиру Аны и угрожает ей пистолетом. Кристиан разряжает ситуацию, используя их доминирующую / покорную динамику, оставляя Ану обеспокоенной тем, что Кристиан не может быть удовлетворен ванильными отношениями. Ана спорит с Кристианом по поводу Лейлы. Опасаясь, что Ана снова бросит его, Кристиан импульсивно делает предложение руки и сердца. Ана не отвечает, утверждая, что ей нужно время, чтобы обдумать это.
Хосе, которого Кристиан все еще считает соперником, едет в Сиэтл навестить Ану, что Кристиан разрешает только в том случае, если они оба останутся в Эскале. Ана начинает беспокоиться в ночь перед 28-м днем рождения Кристиана, когда он пропадает, летя из Портленда в Сиэтл на своем вертолете вместе с Рос Бейли. Однако в конце концов он благополучно возвращается в Эскалу, объясняя, что оба двигателя вертолета отказали; подозревается саботаж. Ана понимает, что никогда не захочет быть без него, и принимает его предложение руки и сердца.
На следующий день семья Грей устраивает большую вечеринку по случаю дня рождения Кристиана в своем особняке. Подруга Аны Кейт беспокоится, обнаружив электронное письмо между Аной и Кристианом, в котором обсуждается контракт на БДСМ, но Ана уверяет ее, что ее отношения с Кристианом - ванильные. После того, как Кристиан и Ана объявляют о своей помолвке, Елена, которая все еще влюблена в Кристиана, сердито противостоит Ане, обвиняя ее в том, что она охотница за золотом, и утверждая, что ванильные отношения никогда не удовлетворят Кристиана. Разъяренная Ана швыряет свой напиток в Елену и говорит ей, чтобы она не лезла не в свое дело. Пока они дерутся, входит Кристиан и противостоит Елене. Он напоминает ей, что, хотя Елена учила его, как контролировать свою собственную жизнь, она ни разу не научила его любить так, как это делала Ана. Приемная мать Кристиана, Грейс, подслушивает спор и приходит в ярость из-за того, что Елена охотилась на ее сына-подростка. Ударив ее по лицу, Грейс ругает Елену за ее действия и приказывает ей навсегда уйти из жизни своей семьи. Она уходит с позором, и Грейс спорит с Кристианом по этому поводу. Рассказав Грейс всю историю, он решает разорвать свои деловые отношения с Еленой и вернуть ей салон.
Кристиан ведет Ану в лодочный сарай, украшенный цветами и мягким освещением. Он делает предложение и дарит кольцо,и Ана принимает его..
За пределами особняка Греев Джек Хайд тайно наблюдает за вечеринкой, именно он устроил саботаж вертолета Кристиана и поклялся отомстить.

## Персонажи
- Анастейша «Ана» Роуз Грей ― главный редактор SIP (Seattle Independent Publishing) и жена Кристиана Грея.
- Кристиан Грей ― приемный сын доктора Грейс Тревельян-Грей и Каррика Грея. 28-летний генеральный директор Grey Enterprise Holdings, Inc и муж Анастейши.
- Джейсон Тейлор ― самый лучший телохранитель Кристиана и глава службы безопасности Кристиана.
- Люк Сойер ― телохранитель, отвечающий за защиту Аны.
- Джек Хайд ― бывший босс Аны и главный антагонист.
- Миа Грей — приемная дочь Каррика Грея и доктора Грейс Тревельян Грей и младшая сестра Кристиана Грея и Эллиота Грея.
- Кэтрин «Кейт» Кавана ― лучшая подруга Аны и жена Эллиота Грея.
- Эллиот Грей ― старший брат Кристиана Грея, Мии Грей и муж Кэтрин.
- Елена Линкольн — бывшая подруга Грейс Тревельян Грей и бывшая доминанта Кристиана. Бывший муж Елены, Эрик, узнал о ее романе с Кристианом, жестоко избил ее и развелся с ней. Она отказалась выдвигать против него обвинения из чувства вины. Один из главных антагонистов в фильме «На пятьдесят оттенков темнее».
- Доктор Грейс Тревельян-Грей — приемная мать Кристиана.
- Каррик Грей — приемный отец Кристиана.
- Рэй Стил ― отчим Аны, который усыновил ее и дал ей свою фамилию.
- Итан Кавана ― старший брат Кейт Кавана.
- Нишант Мишра — швейцар корпоративного офиса Кристиана.
- Лейла Уильямс — бывшая подчиненная Кристиана.
- Элизабет Морган — коллега Аны по SIP и сообщница Джека Хайда.
- Мистер Эрик Линкольн — владелец Lincoln Timbers и бывший муж Елены.

## Приём
Роман занял 2-е место в списке бестселлеров по версии USA Today и, по версии The Guardian, занимает 11-е место в списке «100 самых продаваемых книг Великобритании всех времен».

## Экранизация
В марте 2014 года продюсер первого фильма Дана Брунетти заявила, что нет никаких гарантий на продолжение фильма. 6 февраля 2015 года режиссёр фильма Сэм Тейлор-Джонсон подтвердила, что в 2016 году выйдет сиквел фильма «Пятьдесят оттенков серого», который будет называться «На пятьдесят оттенков темнее». В апреле 2015 года на киновыставке «CinemaCon» в Лас-Вегасе была объявлена дата выпуска — 10 февраля 2017, а также его продолжение, которое выйдет 9 февраля 2018 года. Первый кадр из фильма был выпущен в пятницу, 24 апреля 2015 года, на нём запечатлён облачённый в чёрную маску и смотрящий в зеркало Кристиан Грей в исполнении Джейми Дорнана. В ноябре 2015 года «Universal Studios» объявило, что оба фильма будут сниматься одновременно, а съемки начнутся 9 февраля 2016 года, и будут продолжаться до 12 июля 2016 года, под вымышленным названием «Further Adventures of Max and Banks 2 & 3».
Утверждены роли: Мисс Робинсон (Элена) — будет играть Ким Бейсингер, Лейлу Уильямс — будет играть Белла Хиткот, Джека Хайда (босс Анастейши) — будет играть Эрик Джонсон, флиртующего архитектора Джии Маттео — будет играть Ариэль Кеббел.